# Monomma anale
Monomma anale es una especie de coleóptero de la familia Monommatidae. Presenta la siguiente subespecie: Monomma anale anale.

## Distribución geográfica
Habita en Tanganica.